# فرار از زندان در هائیتی، سال ۲۰۲۴
در میان نا آرامی‌های هائیتی از سال ۲۰۱۸، باندهای مسلح در مارس ۲۰۲۴ به دو زندان بزرگ هائیتی یورش بردند و بیش از ۴۷۰۰ زندانی فرار کردند. باندها خواستار استعفای نخست‌وزیر آریل هنری شدند و به فرودگاه بین‌المللی توسن لوورتور حمله کرده و آن را بستند و از ورود هنری به کشور جلوگیری کردند. دولت هائیتی به مدت ۷۲ ساعت وضعیت اضطراری اعلام کرد و در شهرستان غربی منع رفت‌وآمد شبانه به منظور کنترل خشونت و هرج و مرج برقرار کرد. در ۱۲ مارس ۲۰۲۴، هنری قصد خود برای استعفا از سمت نخست‌وزیری را به دلیل وضعیت امنیتی رو به وخامت اعلام کرد.

## پس‌زمینه
هائیتی از سال ۲۰۱۸ درگیر بحران بوده است که شامل ترورهای سیاسی و یک جنگ باندی از سال ۲۰۲۳ می‌شود.
در ۱ مارس ۲۰۲۴، نخست‌وزیر هائیتی آریل هنری در نایروبی، کنیا، توافقی را امضا کرد که به موجب آن اجازه اعزام ۱۰۰۰ افسر پلیس کنیایی به هائیتی داده می‌شود.

## رویدادها
جیمی شریزیه، رهبر باند "خانواده و متحدان G9" در پورتو پرنس، ویدئویی منتشر کرد و اعلام کرد که قصد دارد از بازگشت آریل هنری به هائیتی جلوگیری کند. در ۱ مارس، زمانی که از هنری پرسیده شد که آیا بازگشت او به هائیتی ایمن است، او شانه‌ای بالا انداخت. به نظر می‌رسید که شریزیه از حمایت برخی دیگر از باندها به عنوان بخشی از ائتلافی به نام "Viv Ansanm" (به معنای "زندگی با هم" در زبان کریول آییسینی) برخوردار است. اگرچه آن ائتلاف به سرعت منحل شد، باندهای دیگر به همراه باند G9 شریزیه حملاتی را آغاز کردند.
در تاریخ ۲ و ۳ مارس، باندهای مسلح به دو زندان بزرگ در هائیتی، یکی در کروآ دو بوکه و دیگری در پورتو پرنس حمله کردند. بیش از ۴۷۰۰ زندانی فرار کردند. گزارش‌ها حاکی از آن است که پلیس با تعداد نفرات و تجهیزات کمتر از باندها، با تنها ۹۰۰۰ نیروی عملیاتی در هائیتی، در زمان درگیری‌ها مواجه بوده است. باند ۴۰۰ موازو در منطقه کروآ-دو-بوکه فعالیت دارد و در زندان آن منطقه نفوذ دارد، طبق گزارش Insight Crime. شریزیه، که مسئولیت افزایش خشونت‌ها را پذیرفت، گفت هدف او دستگیری مقامات دولت هائیتی، از جمله رئیس پلیس بود. بیش از ۱۲ نفر در این درگیری‌ها کشته شده‌اند. سازمان ملل تخمین زده که ۱۵۰۰۰ نفر از خشونت‌های پورتو پرنس فرار کرده‌اند.
دولت هائیتی، تحت مدیریت وزیر دارایی میشل پاتریک بویزورت، به مدت ۷۲ ساعت وضعیت اضطراری و منع رفت و آمد شبانه اعلام کرد تا از خشونت و هرج و مرج جلوگیری کند. شریزیه مسئولیت افزایش حملات را پذیرفت و خواستار استعفای هنری شد و افزود که هدف از افزایش حملات دستگیری مقامات مهم دولتی از جمله رئیس پلیس است. بسیاری از رهبران باند فراری به حملات پیوستند، که باعث شد شایعاتی دربارهٔ اتحاد بین باندهای رقیب در جنگ باندهای هائیتی برای سرنگونی نخبگان هائیتی شکل بگیرد.
در تاریخ ۴ مارس، حوالی ساعت ۱ بعد از ظهر به وقت محلی، باندهای مسلح به فرودگاه بین‌المللی توسن لوورتور که به شدت محافظت می‌شد حمله کرده و با پلیس و نیروهای مسلح هائیتی تبادل آتش داشتند، تا تلاش کنند که کنترل این مکان را پس از شایعاتی مبنی بر بازگشت هنری به هائیتی بدست آورند. جانسون آندره، رهبر باند ۵ ثانیه، به نظر می‌رسید که با این حملات مرتبط باشد. این حملات منجر به بسته شدن فرودگاه شد و از ورود هنری به کشور جلوگیری کرد. دیگر رهبران شورش، از جمله گوی فیلیپ، اعلام کردند که تلاش می‌کنند ریاست جمهوری هائیتی را بدست آورند. استاد سیلوو کاتور و بانک جمهوری هائیتی را باندها تصرف کردند و فروشگاه‌ها غارت شدند. بنابر گزارش بلومبرگ نیوز، شریزیه تلاش کرد در استادیوم سیلو کاتور صحبت کند تا به طرفدارانش کمک کند که در این مکان سرپناهی بیابند. شریزیه همچنین خواستار برگزاری تظاهرات مسالمت‌آمیز در سراسر هائیتی شد تا دولت کنونی را به چالش بکشد.
با این حال، باندها در نهایت به دلیل دخالت نیروهای مسلح هائیتی و سازمان ملل کنترلشان را از دست دادند. هنری موفق شد به هائیتی بازگردد، اگرچه گزارش‌ها حاکی از آن بود که او مجبور شد از راه‌های غیرمستقیم استفاده کند تا از دستگیری جلوگیری کند.
انتخابات ریاست جمهوری جدید هائیتی، که قبلاً برای ۷ ژوئیه ۲۰۲۴ برنامه‌ریزی شده بود، با این حال به تعویق افتاد و تاکنون تاریخ جدیدی برای برگزاری آن اعلام نشده است.